# SOR CN 13.5
SOR CN 13.5 — пригородный автобус, выпускаемый чешской компанией SOR Libchavy в 2009 году.

## Конструкция
Дизайн автобуса SOR CN 13.5 аналогичен модели SOR CN 12. Он был произведён для того, чтобы компания сотрудничала с венгерским перевозчиком Volánbusz, однако этот проект был признан нецелесообразным.
Компоновка автобуса заднемоторная, заднеприводная. Кузов сделан из металла, салон выполнен в пластиковой оправе.

## Эксплуатация
Автобус SOR CN 13.5 эксплуатировался в качестве опытного в Теплице в октябре 2011 года, в феврале 2012 года он был передан в другое место.